# Cryptostylis acutata
Cryptostylis acutata är en orkidéart som beskrevs av Johannes Jacobus Smith. Cryptostylis acutata ingår i släktet Cryptostylis, och familjen orkidéer.

## Underarter
Arten delas in i följande underarter:
- C. a. acutata
- C. a. borneensis